# Cecidomyia scoparia
Cecidomyia scoparia är en tvåvingeart som först beskrevs av Marshall 1896.  Cecidomyia scoparia ingår i släktet Cecidomyia och familjen gallmyggor. Artens utbredningsområde är Nya Zeeland. Inga underarter finns listade i Catalogue of Life.